# 川赤子

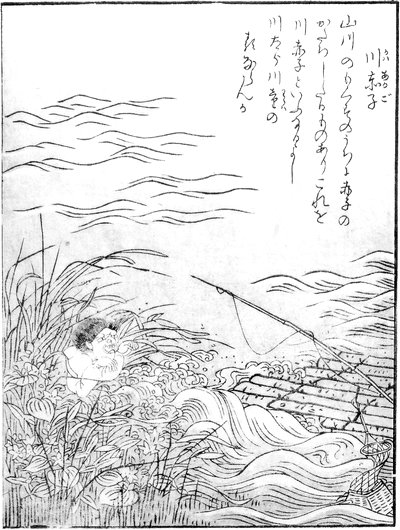
鳥山石燕『今昔画図続百鬼』より「川赤子」

鳥取県境港市・水木しげるロードに設置されている「川赤子」のブロンズ像。

川赤子（かわあかご）は、鳥山石燕の妖怪画集『今昔画図続百鬼』にある日本の妖怪。その名の通り、川、沼、池などの水辺に出現する、赤ん坊の姿の妖怪とされる。

## 概要
『今昔画図続百鬼』によれば、葦の葉の茂った川辺から上半身のみ姿を現した様子が描かれており、川童（=河童）の一種との解説文が添えられている。
水木しげるの著書などによれば、以下のようにある。赤ん坊の泣き声を出して人をだます。可哀そうに思った人間が、赤ん坊を助けようと近づくと、別の方向から鳴き声を上げる。これを繰り返した挙句、助けようとした者は、足をすくわれて水の中に落ちてしまい、その姿を面白がるという。出現地は水木しげるロードの彫像によれば九州地方とされるが、山田野理夫の『東北怪談の旅』には秋田県に川赤児なる妖怪が現れたとある。川で溺死した赤ん坊の霊ともいう。
ただし妖怪研究家・村上健司は、この妖怪についての民間伝承は特に残されていないことを理由として、前述の妖怪としての行動や諸説を、『今昔画図続百鬼』の絵から想像されたものに過ぎないとしている。また妖怪研究家・多田克己は、同画図の川赤子の背景にはいかだと釣竿が描かれており、イトミミズが赤子と呼ばれていたことから、実際に伝承されている妖怪を描いたものではなく、一種の洒落で描かれたものとの説を唱えている。また、川辺の動物の鳴き声から赤ん坊を連想して描いたものともいわれる。
また、江戸時代の古書『絵本小夜時雨』によれば、寛政時代に大阪の浜で釣り上げられた怪魚が子供のような声を上げたとあり、これが川赤子という妖怪の形成に関連しているとの考察もある（人魚も参照）。

## 類話
前述の『東北怪談の旅』には「川赤児」とともに「山赤児」という妖怪が述べられている。秋田県で百姓が雑木を取りに山へ入ったところ、足元の落ち葉の中に寝ており、大人の声で「痛いぞ」と文句を言いつつ、泣きわめくふりをして人を騙すと言われている。